# 소용돌이 (만화)
《소용돌이》(일본어: うずまき)는 이토 준지가 그린 호러 청년 만화이다. 주간 만화 잡지 빅 코믹 스피리츠에서 1998년부터 1999년까지 부정기로 연재되었다.

## 미디어

### 만화
일본
1. 1998년 8월 29일 발행, ISBN2 4-09-185721-3
2. 1999년 2월 26일 발행, ISBN2 4-09-185722-1
3. 1999년 9월 30일 발행, ISBN2 4-09-185723-X

### TV 애니메이션
미국의 어덜트 스윔에서 《UZUMAKI》(우즈마키)란 타이틀로, 애니메이션화가 결정되었다. 애니메이션 방송 틀 〈TOONAMI〉와 Production I.G USA와 공동 제작, 애니메이션 제작은 Drive, 감독은 나가하마 히로시, 음악은 콜린 스텟슨. 미국 전역에서는 2022년 10월에 방송 예정이었으나, 연기될 것으로 같은 해 6월 24일에 발표되었다. 2024년 9월 29일부터 방송 중이다.